# 西邑镇
西邑镇，原称北衙乡，是中华人民共和国云南省大理白族自治州鹤庆县下辖的一个乡镇级行政单位。

## 行政区划
西邑镇下辖以下地区：
西邑村、北衙村、奇峰村、水井村、七坪村、响水河村、炉坪村、芹河村和西园村。